# Pie cuadrado
El pie cuadrado es una unidad de superficie del sistema anglosajón de unidades, equivalente a un cuadrado de un pie de lado.

## Equivalencias
- Un bloque 12 pulgadas por 12 pulgadas (12 pulgadas son iguales a 1 pie).
- 144 pulgadas cuadradas (12″ × 12″).
- 0,1111111111111111 yardas cuadradas (1⁄9 de yarda cuadrada)
- 0,0036330608537693 rods cuadrados
- 0,000091827364554636 roods
- 92,90304 centímetros cuadrados (9,290304 decímetros cuadrados).

## Otros "pies cuadrados"
Antes del cambio al sistema métrico, el pie cuadrado estaba en uso a lo largo de Europa, como parte del sistema imperial de medida, que mostró una variación local considerable. Algunos ejemplos son:
- el pie cuadrado bávaro = 0,0864751 m²
- el pie cuadrado prusiano = 0,098504 m²
- el pie cuadrado vienés = 0,99921 m²
- el pie cuadrado parisiense o parisino = 0,105521 m²